# Lizzanello
Lizzanello (Lizzanieddrhu in dialetto salentino) è un comune italiano di 11 860 abitanti della provincia di Lecce in Puglia.
Situato nel Salento centro-settentrionale, dista 6 km dal centro del capoluogo provinciale in direzione sud e comprende anche la frazione di Merine, distante 2 km in direzione nord.

## Geografia fisica

### Territorio
Il territorio del comune di Lizzanello, che si estende su una superficie di 18,01 km², è caratterizzato prevalentemente da un terreno calcareo di tipo sabbioso e roccia sedimentaria (marna). Nella parte settentrionale del feudo è individuabile invece un terreno calcareo compatto.

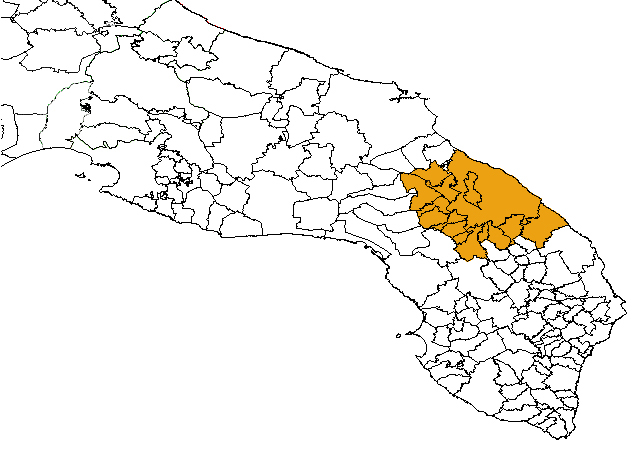
Valle della Cupa

La cittadina, circondata da rigogliosi oliveti secolari, sorge a sud-est di Lecce nella pianura che si estende a nord delle Serre di Galugnano denominata Valle della Cupa. Tale pianura è caratterizzata da una grande depressione carsica la cui altitudine varia dai 18 ai i 45 metri sul livello del mare.
Confina a nord con il comune di Lecce, a est con il comune di Vernole, a sud con i comuni di Castri di Lecce e Caprarica di Lecce, a ovest con il comune di Cavallino.

### Clima
Dal punto di vista meteorologico Lizzanello rientra nel territorio del Salento orientale che presenta un clima mediterraneo, con inverni miti ed estati caldo umide. In base alle medie di riferimento, la temperatura media del mese più freddo, gennaio, si attesta attorno ai +9 °C, mentre quella del mese più caldo, agosto, si aggira sui +24,7 °C. Le precipitazioni, frequenti in autunno e in inverno, si attestano attorno ai 626 mm di pioggia/anno. La primavera e l'estate sono caratterizzate da lunghi periodi di siccità.
Facendo riferimento alla ventosità, i comuni del Salento orientale sono influenzati fortemente dal vento attraverso correnti fredde di origine balcanica, oppure calde di origine africana.
| Lizzanello                 | Mesi | Mesi | Mesi | Mesi | Mesi | Mesi | Mesi | Mesi | Mesi | Mesi | Mesi | Mesi | Stagioni | Stagioni | Stagioni | Stagioni | Anno |
| Lizzanello                 | Gen  | Feb  | Mar  | Apr  | Mag  | Giu  | Lug  | Ago  | Set  | Ott  | Nov  | Dic  | Inv      | Pri      | Est      | Aut      | Anno |
| -------------------------- | ---- | ---- | ---- | ---- | ---- | ---- | ---- | ---- | ---- | ---- | ---- | ---- | -------- | -------- | -------- | -------- | ---- |
| T. max. media (°C)         | 12,6 | 13,2 | 15,0 | 18,3 | 22,6 | 26,8 | 29,2 | 29,6 | 26,2 | 21,8 | 17,6 | 14,2 | 13,3     | 18,6     | 28,5     | 21,9     | 20,6 |
| T. min. media (°C)         | 5,6  | 5,8  | 7,2  | 9,5  | 13,1 | 17,0 | 19,5 | 19,9 | 17,3 | 13,7 | 9,9  | 7,1  | 6,2      | 9,9      | 18,8     | 13,6     | 12,1 |
| Precipitazioni (mm)        | 71   | 60   | 65   | 40   | 33   | 20   | 16   | 22   | 49   | 80   | 97   | 74   | 205      | 138      | 58       | 226      | 627  |
| Umidità relativa media (%) | 78,7 | 78,2 | 77,8 | 77,3 | 76,2 | 72,9 | 70,9 | 72,4 | 76,5 | 79,2 | 80,5 | 80,3 | 79,1     | 77,1     | 72,1     | 78,7     | 76,7 |

- Classificazione climatica di Lizzanello:[5]
  - Zona climatica: C
  - Gradi giorno: 1110

## Storia
Il territorio fu sicuramente frequentato sin dall'età del bronzo come testimoniavano alcuni monumenti megalitici esistenti nelle campagne circostanti fino a pochi decenni fa. La data di fondazione dell'abitato non è accertata. Diverse sono le ipotesi fra le quali le più accreditate sono quelle degli storici Giacomo Arditi e Cosimo De Giorgi. Il primo fa risalire la nascita al sacco di Lecce operato da Ottone IV di Sassonia nel 1210. I profughi, scampati al saccheggio, fondarono una nuova città dandole il nome di Licyanellus, ossia Piccola Lecce. Tale ipotesi è anche confermata dallo stemma cittadino simile a quello della città capoluogo. Il De Giorgi ritiene invece che la nascita di Lizzanello è conseguenza della distruzione dei vicini casali medievali di Cigliano, Fornello e Scaranzano.
A partire dal XIV secolo il feudo fu assoggettato a vari signori. Cecilia Marescallo, nobile leccese, lo detenne fino al 1335 quando fu ceduto a Guglielmo Garzia. I De Bilancis ne furono feudatari per circa mezzo secolo. Nel XV secolo entrò a far parte della Contea di Lecce e appartenne a Maria d'Enghien che lo vendette nel 1436 alla famiglia Paladini, la quale lo possedette per oltre duecento anni. Ai Paladini succedettero i D'Afflitto, i Chiurlia e infine i Lotti.

### Simboli
Lo stemma e il gonfalone sono stati concessi con decreto del presidente della Repubblica del 13 giugno 2002.
Stemma
Gonfalone

## Monumenti e luoghi d'interesse

### Architetture religiose

#### Chiesa di San Lorenzo Nuovo

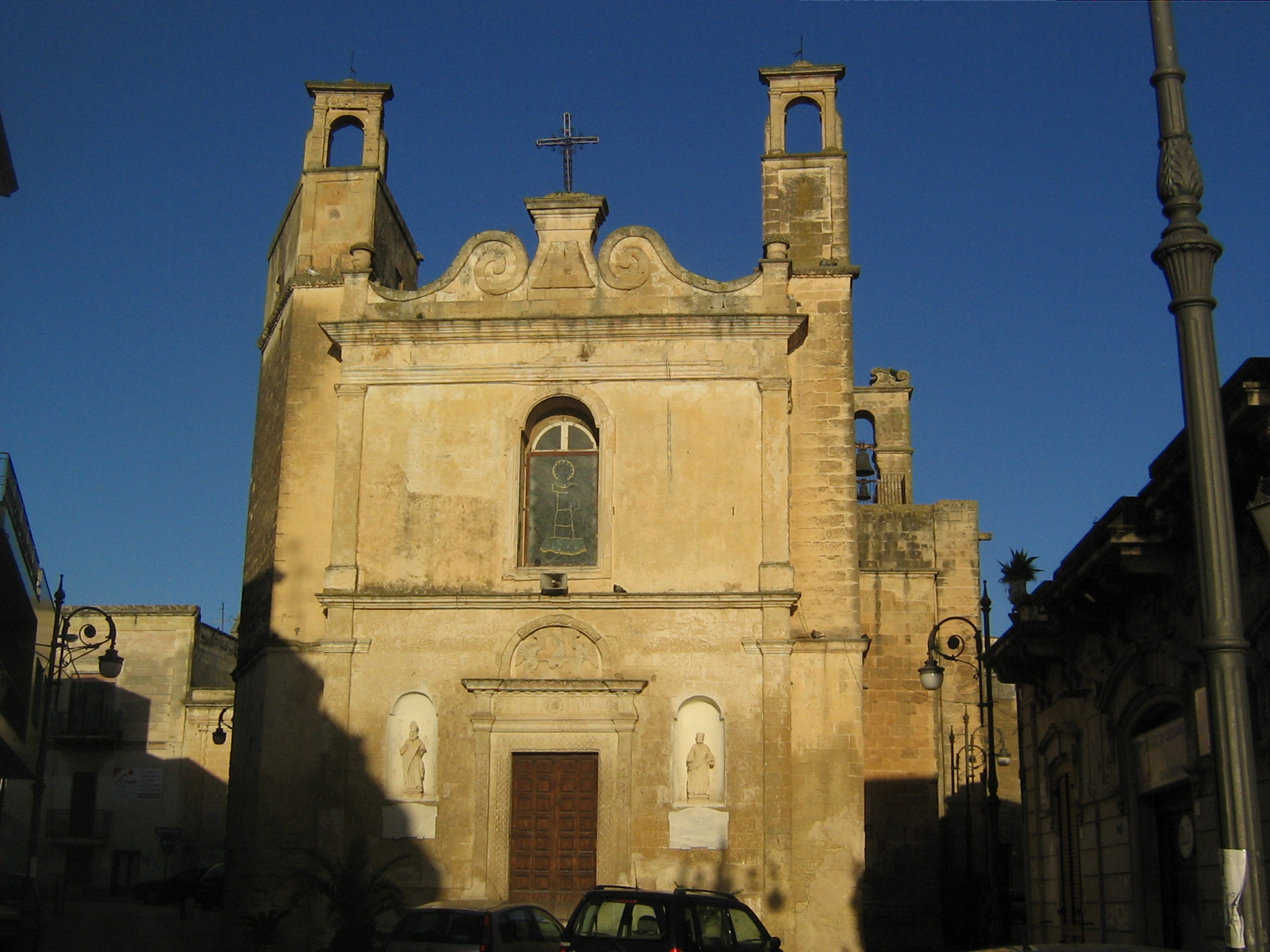
Chiesa di San Lorenzo Nuovo

La chiesa di San Lorenzo Nuovo, costruita nel XVI secolo, si suppone sia sorta sul sito di una più antica struttura o con un ampliamento di una prima chiesa che comprendeva solo l'odierna parte centrale. Nel XVI secolo l'edificio coincideva con il braccio più lungo di quella che oggi è la croce latina. Lo stile architettonico proprio del secolo si può notare nelle linee della porta del lato meridionale della chiesa e nelle finestre a guisa di saettiere.
Nel XVII secolo la costruzione fu ampliata: furono costruite le cappelle di Sant'Anna, oggi di San Giuseppe, il cui altare fu fatto costruire dal conte Placido D'Afflitto nel 1740-1741, e della Vergine del Rosario, sul cui altare si legge la data 1700, e furono realizzati il coro e la crociera. Contemporaneamente i terrazzi furono armati di saettiere e di petriere, dando alla costruzione la funzione di fortilizio. Nel 1651 fu realizzata la porta esterna del transetto di sinistra. Le parti verticali della cornice di detta porta risultano ricavate da due blocchi monolitici, forse antichi menhir. Le pareti interne della chiesa sono state più volte rifatte, rivestite di stucchi e coperte di fregi barocchi. La facciata principale è del XVIII secolo e presenta ai lati due torri campanarie. Nel campanile a vela si trova dal 1808 la campana "gallipolina", fusa nel 1623 a Gallipoli, che ornava la Basilica di Santa Croce a Lecce. Sulla porta d'accesso, in seguito ai lavori di pulitura effettuati nel 1993, è stata riportata alla luce un'epigrafe risalente al 1547 e da cui si evince che la chiesa originariamente era dedicata a Santa Maria della Pietà. L'edificio cambiò denominazione e divenne chiesa di San Lorenzo Nuovo nel XIX secolo quando andò in rovina l'antica chiesa romanica di San Lorenzo Vecchio di cui rimangono i resti fuori dal centro abitato.
L'interno, oltre all'altare maggiore in pietra leccese, ospita sei altari laterali: altare dell'Immacolata rifatto nel 1775, altare della Madonna del Carmine, altare della Natività della Vergine, altare della Madonna Assunta, altare della Vergine dello Spasimo o dell'Addolorata, altare di Sant'Antonio da Padova realizzato nel 1741. Attiguo all'altare di Sant'Antonio è il monumento sepolcrale di Giorgio Antonio Paladini, signore di Lizzanello e Melendugno. Costituivano patrimonio della chiesa quattro tele raffiguranti rispettivamente San Giovanni Battista, la Madonna del Carmine, la Madonna Assunta e la Madonna Addolorata, attribuite a Oronzo Tiso, e un'altra, la più importante, raffigurante il martirio di San Lorenzo attribuita a Pacecco De Rosa. Di queste, tutte trafugate, è stata recuperata solo la tela del Pacecco.

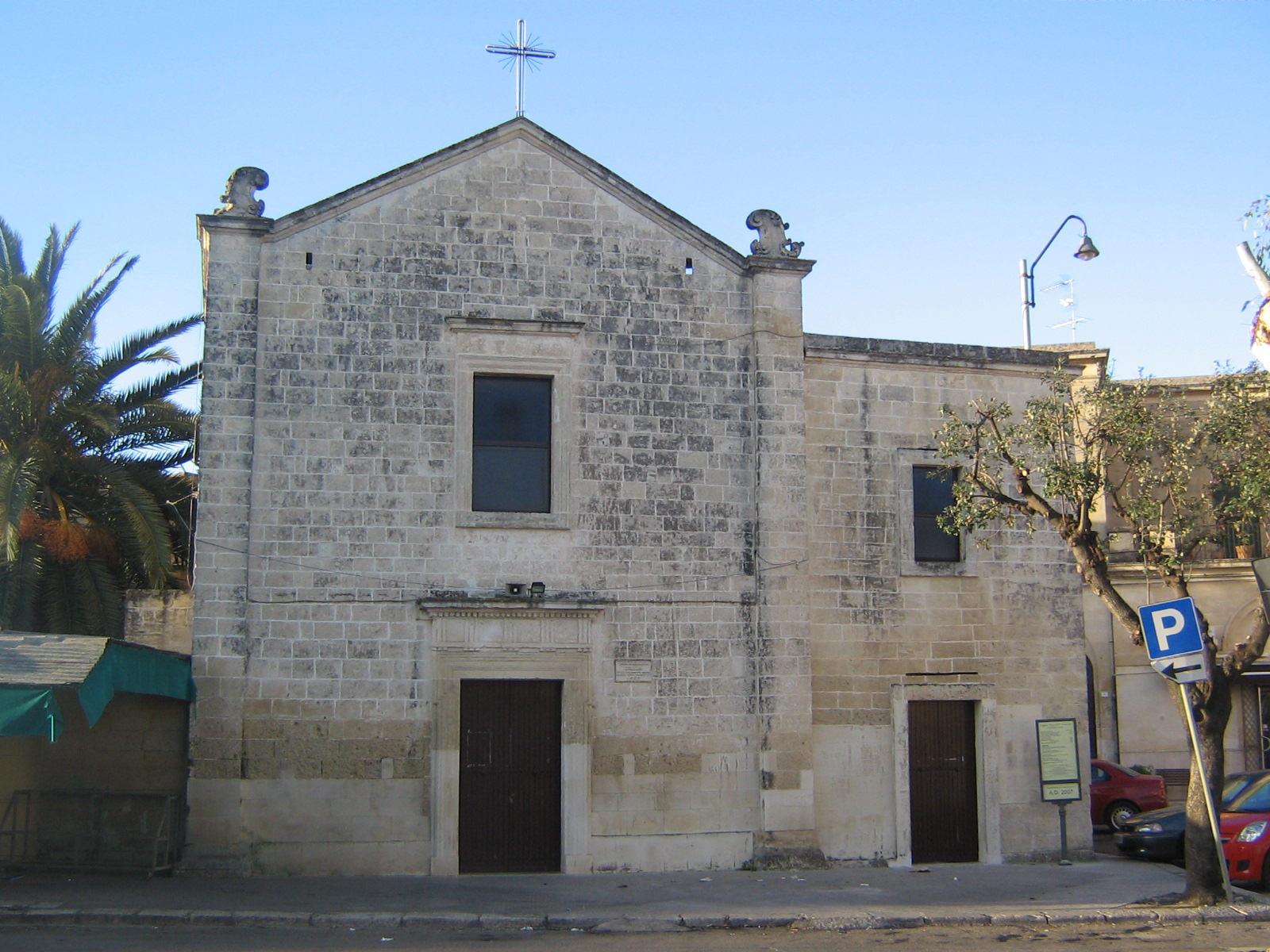
Cappella dell'Immacolata

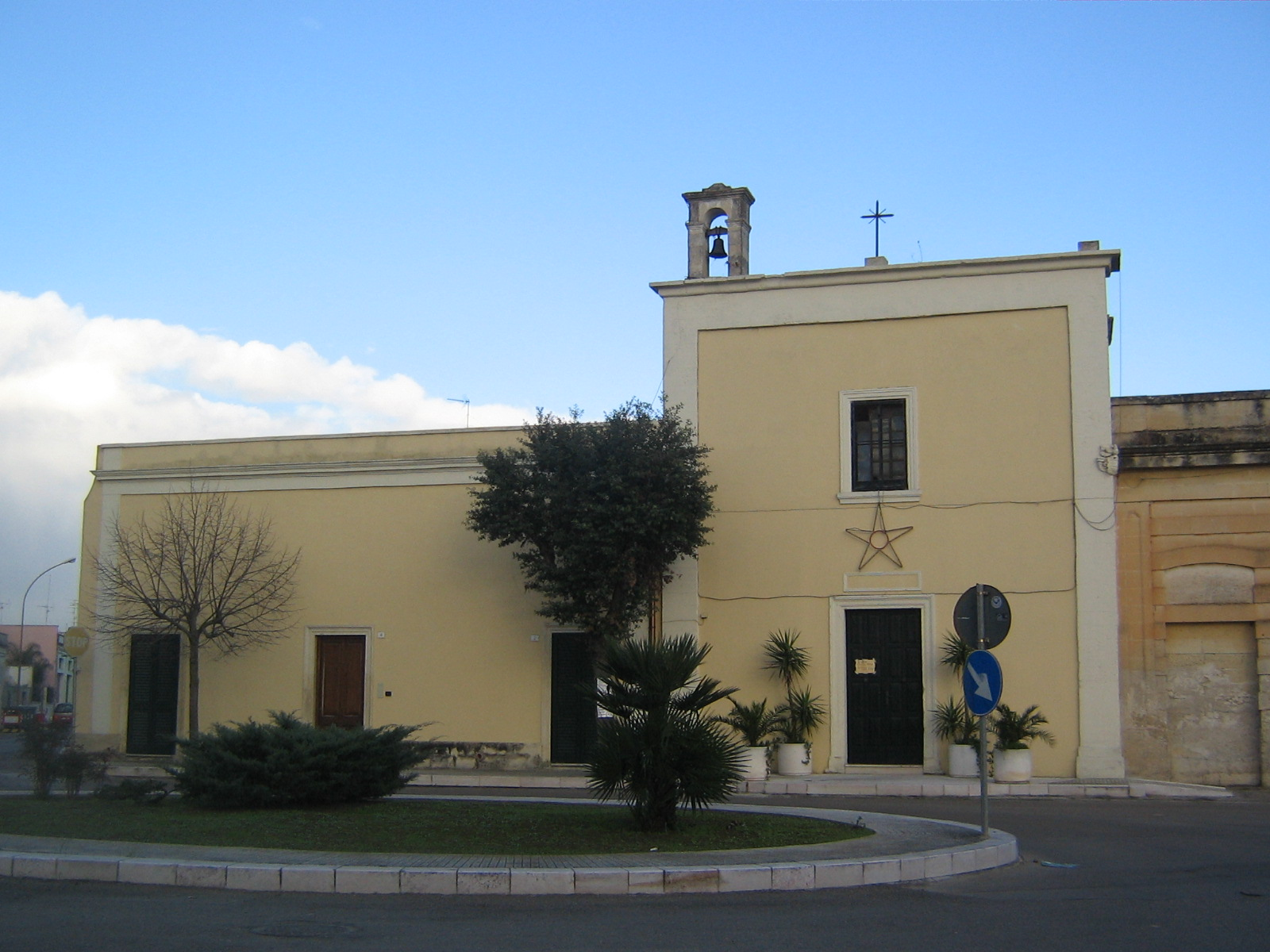
Cappella dell'Annunziata

#### Cappella dell'Immacolata
La cappella dell'Immacolata, già di Santa Maria di Costantinopoli, risale ai primi anni del XVII secolo e fu ampliata nel XVIII secolo per volere della Confraternita dell'Immacolata e del Crocifisso che ivi officia. Presenta un semplice prospetto i cui unici elementi decorativi risiedono nel finestrone e nel portale architravato. L'interno, a due navate, possiede un altare maggiore settecentesco e tre altari laterali dedicati alla Trasfigurazione (1834), a Santa Maria di Costantinopoli (XVIII secolo) e a Santa Lucia (1950). Fra le opere artistiche si distinguono la tela seicentesca della Madonna di Costantinopoli, e le statue dell'Immacolata, di San Biagio e di San Vito Martire.

#### Cappella dell'Annunziata
La cappella dell'Annunziata fu costruita nel XVI secolo per volere del conte Francesco Paladini. L'edificio si presenta con una semplice facciata rettangolare inquadrata da paraste con una piccola finestra posta in asse con il portale d'ingresso. Termina con una croce al centro e con un piccolo campanile a vela a sinistra. L'interno, ad aula unica, ospita un altare maggiore sormontato dalla tela della Titolare. Sul lato destro del prospetto è presente lo stemma dei Paladini.

#### Chiesa di San Lorenzo Vecchio
A sud-est dell'abitato rimangono i resti della chiesetta romanica di San Lorenzo Vecchio, di struttura arcaica, risalente all'XI secolo e molto probabilmente sorta su fondazioni più antiche. A tre navate, la chiesa si trovava nel feudo del casale di Cigliano, oggi scomparso. L'edificio presentava nella parte inferiore una costruzione formata da grossi parallelepipedi informi, mentre la parte superiore era costituita da pietre informi utilizzate soprattutto nei muretti a secco.

### Architetture militari

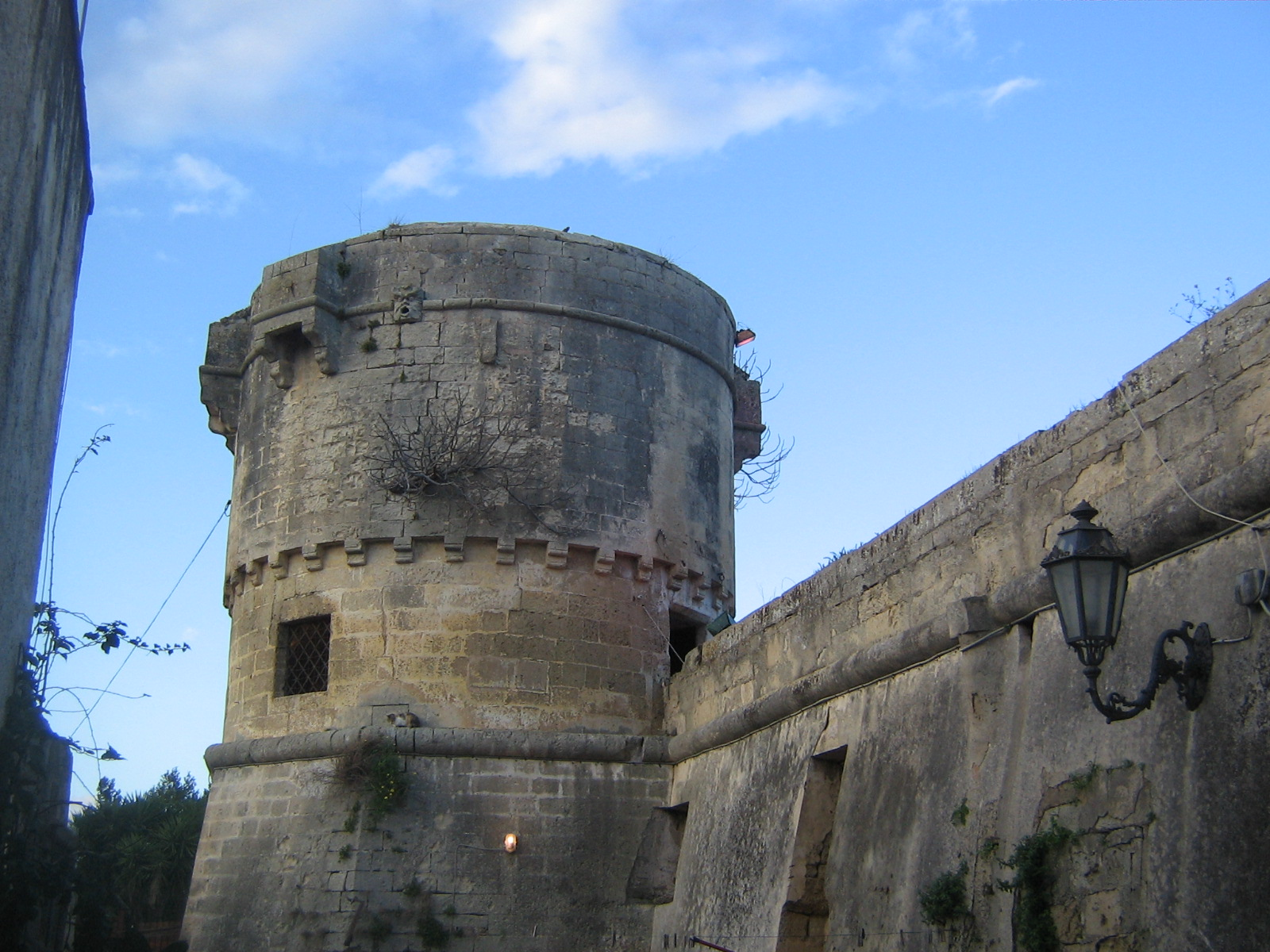
Torre del Palazzo baronale

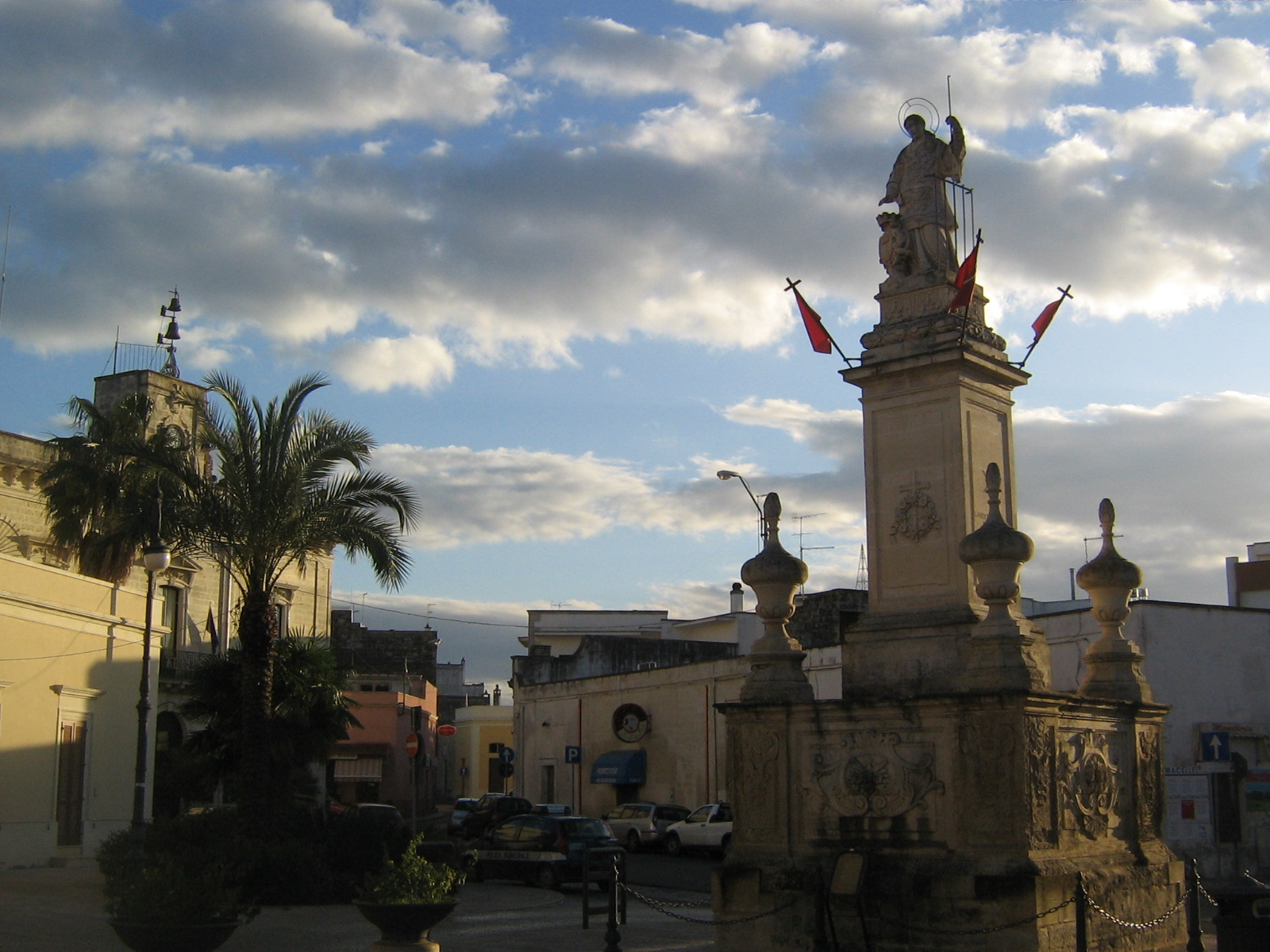
Monumento di San Lorenzo

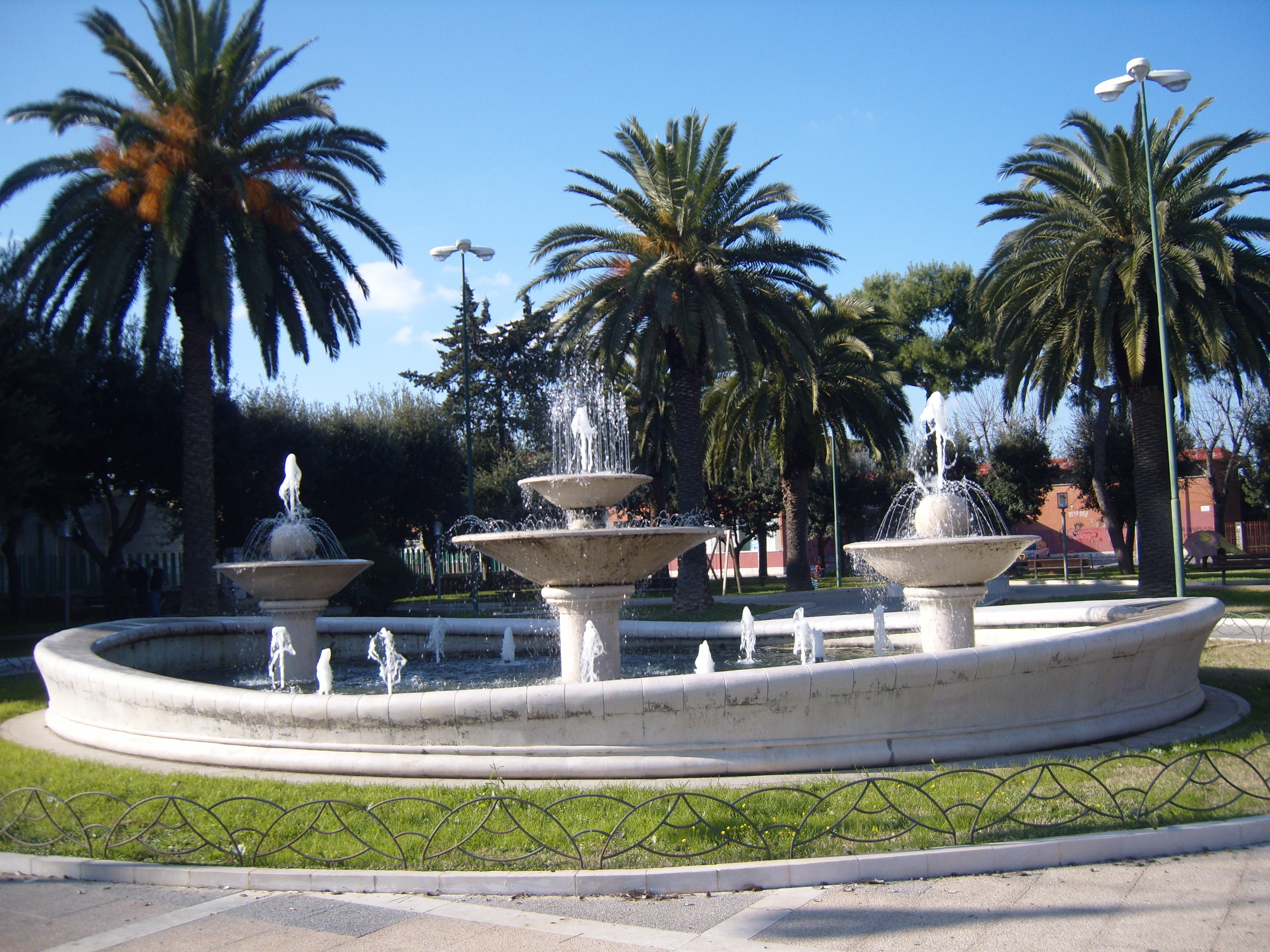
Fontana della villa comunale

#### Palazzo baronale Paladini
Il palazzo baronale Paladini è di origine quattrocentesca e fu edificato originariamente come castello. Modificato una prima volta nel Cinquecento, fu trasformato in residenza signorile da Giovanni Paladini nel XVII secolo. Ha subito arricchimenti e modifiche nel corso dei secoli seguenti, in particolare in epoca neoclassica.
Della struttura originaria rimane, nella parte posteriore, una torre in pietra leccese. La torre possiede una base tronco-conica e si sviluppa con una pianta cilindrica. L'interno custodisce lo stemma dei Paladini consistente in uno scudo diviso in quattro parti, con due gigli bianchi su corpo rosso e due rossi su corpo bianco: la targa è sormontata da un cimiero e riposa sulla croce di Malta. Seicentesca è anche la circolare torre colombaia posta alle spalle del palazzo.
Lo stile architettonico tardo-rinascimentale del palazzo, costruito molto probabilmente con la consulenza di Gian Giacomo dell'Acaya, fu stravolto verso la fine dell'Ottocento con la trasformazione della facciata e del giardino in stile neoclassico. Il prospetto, che conserva ancora la base scarpata, è caratterizzato da un austero allineamento di grandi finestre e da un portale trapezoidale sormontato dallo stemma dei Lotti, ultimi feudatari di Lizzanello.
Nulla è rimasto delle numerose opere d'arte che rendevano lussuoso l'edificio in quanto vendute a privati o trasferite a Napoli nel palazzo partenopeo dei Lotti. Non esistono più neanche le cappelle interne dell'Annunziata e di San Salvatore, intitolata successivamente a San Gregorio. Restano tuttavia un frantoio ipogeo e una torre casamatta munita di petriere e saettiere.

### Altro

#### Monumento di San Lorenzo
Il monumento di San Lorenzo, situato nella centrale piazza omonima, è dedicato al santo patrono. Fu realizzato nel 1869, come ricorda l'epigrafe incisa, in ricordo della violenta epidemia di colera che interessò la cittadina nel 1867. La fine dell'epidemia fu attribuita a San Lorenzo. Il monumento, in pietra leccese, fu scolpito in stile barocco dai maestri Michele, Antonio e Raffaele Rizzo di Casarano. È costituito da un basamento con fregi barocchi su cui si eleva una colonna quadrangolare sulla cui sommità è posizionata la statua del Santo con in mano la graticola, simbolo del martirio subito.

## Società

### Evoluzione demografica
Abitanti censiti

### Etnie e minoranze straniere
Al 31 dicembre 2020 a Lizzanello risultano residenti 311 cittadini stranieri. Le nazionalità principali sono:

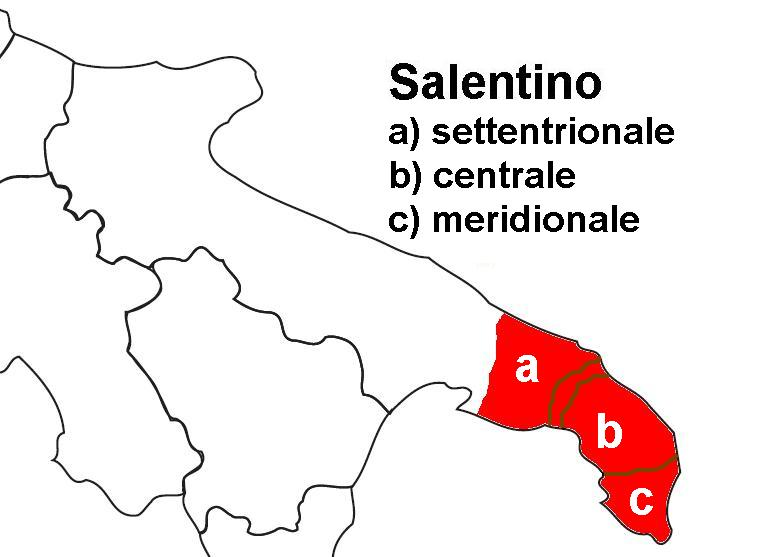
Diffusione del dialetto salentino

- Romania - 42
- Albania - 29
- Siria - 29
- Marocco - 25
- Senegal - 23

### Dialetto
Il dialetto parlato a Lizzanello è il dialetto salentino nella sua variante centrale che corrisponde al dialetto sancesariano e dialetto leccese. Il dialetto salentino si presenta carico di influenze riconducibili alle dominazioni e ai popoli stabilitisi in questi territori che si sono susseguite nei secoli: Messapi, Greci, Romani, Bizantini, Longobardi, Normanni, Albanesi, Francesi, Spagnoli.

## Cultura

### I luoghi

#### Centro Polifunzionale "E. De Giorgi"
È presente sul territorio comunale un centro polifunzionale dedicato a Ennio De Giorgi, nipote dello scienziato Cosimo. Già cinema, nel 2003 è stato ristrutturato dall'Amministrazione Stabile e ridestinato come centro polifunzionale: al suo interno vengono svolti convegni, riunioni, seminari ma anche recite teatrali: la sala che fu dell'ex cinema prevede 200 posti a sedere compreso un loggione. Intitolata a Oscar Poleti, odontoiatria di Lizzanello, vede svolgersi al suo interno anche il Consiglio Comunale.

#### Laboratorio Urbano
Sito in piazza della Libertà, sorge il Laboratorio Urbano ribattezzato tale dall'Amministrazione Pedone che lo ha restituito alla comunità dopo la sua dismessa funzione di "mercato coperto". Inaugurato con il progetto "AllRight - Arte e Diritti Umani", il Laboratorio Urbano è teatro di presentazioni di libri, mostre artistiche e convegni inerenti al progetto "AllRight", con partnership dell'Università del Salento.

### Istruzione

#### Scuole
Esistono a Lizzanello una scuola dell'infanzia, una scuola primaria e una scuola secondaria di I grado. Ogni scuola presenta una doppia sede, sia nel Comune sia nella frazione.

Cosimo De Giorgi

### Eventi
- Focara di San Lorenzo del Terremoto - 19 gennaio

- Festa e Fiera dell'Annunziata - 25 marzo
- Lizza Summer Festival - Primo Sabato di Luglio
- Festa di San Luigi Gonzaga - 20 e 21 giugno
- Festa di San Lorenzo Martire - 9 e 10 agosto

## Economia
L'agricoltura produce tabacco, olive, frumento, legumi e ortaggi. Vi operano frantoi oleari, molini e aziende per la lavorazione del legno. Degno di nota l'allevamento dei bovini.

## Infrastrutture e trasporti

### Strade
I collegamenti stradali principali sono rappresentati da:
- Strada statale 16 Adriatica Lecce-Maglie.
- Strada statale 16 racc Adriatica Lecce-Lizzanello.
- Tangenziale Est di Lecce
- Strada statale 694 Tangenziale Ovest di Lecce

Il centro è anche raggiungibile dalle strade provinciali interne: SP25 Lizzanello-Castri di Lecce, SP136 Lizzanello-Merine, SP229 Lizzanello-Pisignano, SP241 Lizzanello-Lecce. Il centro di Lizzanello è raggiungibile anche dal confinante abitato di Cavallino attraverso la strada provinciale 24.

## Amministrazione
Di seguito è presentata una tabella relativa alle amministrazioni che si sono succedute in questo comune.
| Periodo         | Periodo         | Primo cittadino          | Partito                    | Carica                  | Note   |
| --------------- | --------------- | ------------------------ | -------------------------- | ----------------------- | ------ |
| 5 marzo 1985    | 10 luglio 1990  | Raffaele Arnesano        | Partito Comunista Italiano | Sindaco                 | [ 11 ] |
| 10 luglio 1990  | 24 aprile 1995  | Renato Stabile           | Democrazia Cristiana       | Sindaco                 | [ 11 ] |
| 24 aprile 1995  | 20 giugno 1995  | Renato Stabile           | centro destra              | Sindaco                 | [ 11 ] |
| 17 ottobre 1995 | 10 giugno 1996  | Michele Marcuccio        |                            | Comm. straordinario     | [ 11 ] |
| 10 giugno 1996  | 22 ottobre 1996 | Antonio Giuseppe Colonna | L'Ulivo                    | Sindaco                 | [ 11 ] |
| 2 dicembre 1996 | 28 aprile 1997  | Beniamino Margiotta      |                            | Comm. pref.             | [ 11 ] |
| 28 aprile 1997  | 14 maggio 2001  | Luigino Capone           | Forza Italia               | Sindaco                 | [ 11 ] |
| 14 maggio 2001  | 30 maggio 2006  | Renato Stabile           | Forza Italia               | Sindaco                 | [ 11 ] |
| 30 maggio 2006  | 16 maggio 2011  | Costantino Giovannico    | lista civica Uniti         | Sindaco                 | [ 11 ] |
| 16 maggio 2011  | 4 giugno 2016   | Costantino Giovannico    | lista civica Insieme       | Sindaco                 | [ 11 ] |
| 5 giugno 2016   | 14 marzo 2021   | Fulvio Pedone            | lista civica Insieme       | Sindaco                 | [ 11 ] |
| 15 marzo 2021   | 3 ottobre 2021  | Paola Mauro              |                            | Commissario Prefettizio | [ 11 ] |
| 4 ottobre 2021  | in carica       | Costantino Giovannico    | lista civica insieme       | Sindaco                 | [ 11 ] |